# Sybra botelensis
Sybra botelensis är en skalbaggsart som beskrevs av Stefan von Breuning och Nobuo Ohbayashi 1966. Sybra botelensis ingår i släktet Sybra och familjen långhorningar.
Artens utbredningsområde är Taiwan. Inga underarter finns listade i Catalogue of Life.